# Stefanów (Łęczna)
Stefanów [pronunciación en polaco: /stɛˈfanuf/] es un pueblo ubicado en el distrito administrativo de Gmina Cyców, dentro del condado de Łęczna, Voivodato de Lublin, en Polonia oriental. Se encuentra aproximadamente a 8 kilómetros al oeste de Cyców, a 12 kilómetros al este de Łęczna, y a 35 kilómetros al este de la capital regional Lublin.